# Zhongguancun

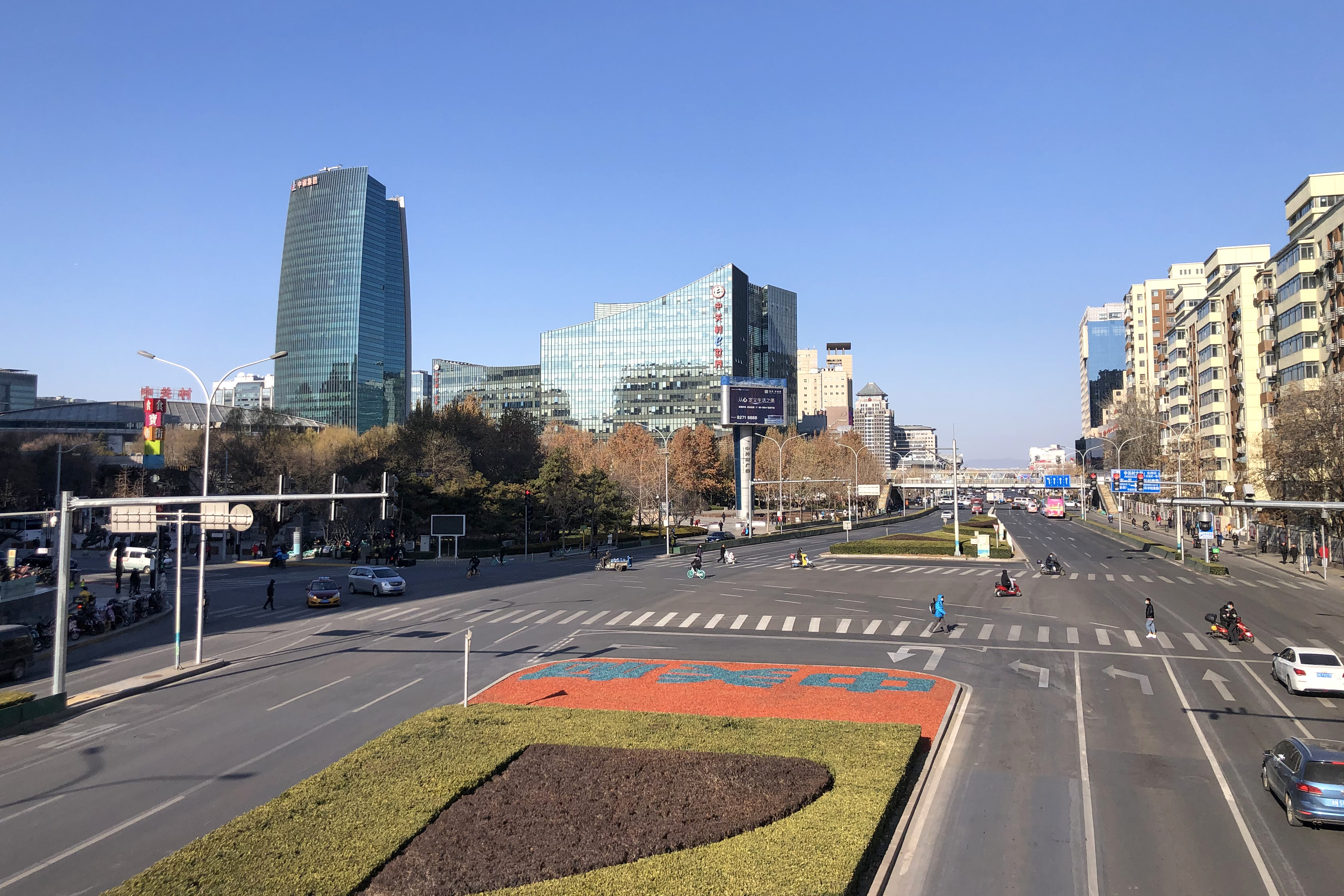
Vista de Zhongguancun, incluidas la calle y la plaza de Zhongguancun

Zhongguancun (en chino, 中关村; pinyin, Zhōngguāncūn), o Zhong Guan Cun, es un centro tecnológico situado en el Distrito de Haidian, Pekín, China.
Está situado en el noroeste de la ciudad de Pekín, entre la Tercera y la Cuarta Circunvalación.  Zhongguancun es muy conocido en China, y es denominado a veces el "Silicon Valley de China".

## Historia

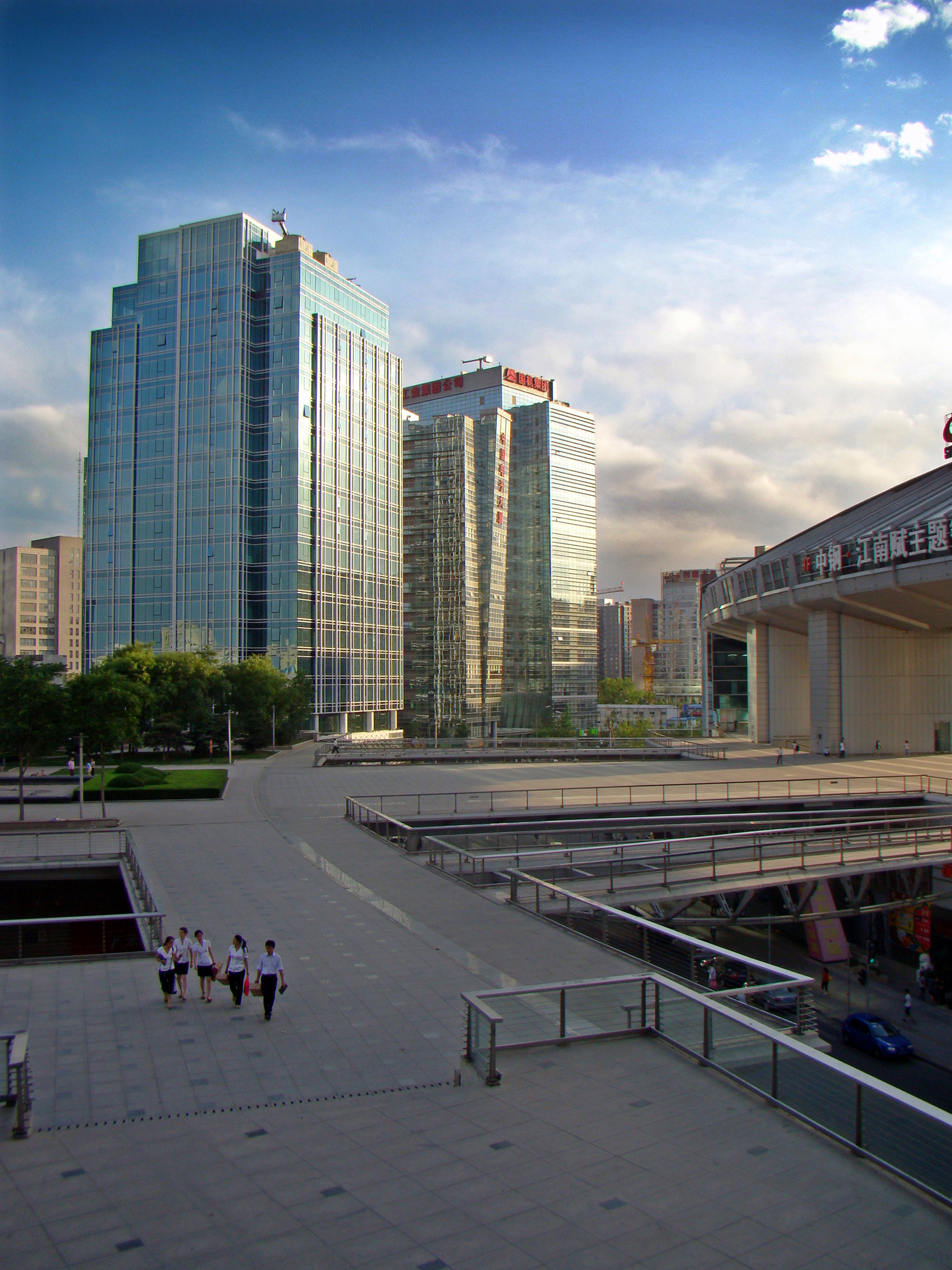
El sudoeste de la Plaza Zhongguan

Zhongguancun existió desde la década de 1950, y no se convirtió en nombre conocido hasta comienzos de los ochenta. La primera persona que envisionó el futuro de Zhongguancun fue Chen Chunxian, miembro de la Academia China de las Ciencias, a quien se le ocurrió la idea de un Silicon Valley en China después de que visitara Estados Unidos como parte de un viaje patrocinado por el gobierno. La localización de la Academia China de las Ciencias en Zhongguancun quizá fue responsable en parte del crecimiento tecnológico de esta zona.
Durante la década de 1980, y todavía en la actualidad, Zhongguancun era conocida como la "avenida de la electrónica," por su conexión con la tecnología de la información y la abundancia de tiendas a lo largo de la abarrotada calle central.
Zhongguancun fue reconocida oficialmente por el gobierno chino en 1988. Se le dio el largo nombre de "Zona Experimental del Desarrollo de la Industria de la Alta Tecnología de Pekín."
El nombre actual de Zhongguancun se refiere comúnmente al lugar original. Sin embargo, oficialmente (desde 1999) Zhongguancun se denomina "Zona de Ciencia y Tecnología de Zhongguancun." La zona tiene siete parques, que son el Parque de Haidian, el Parque de Fengtai, el Parque de Changping, la Ciudad de la Electrónica (en Chaoyang), el Parque de Yizhuang, el Parque de Desheng y el Parque de Jianxiang.
El Zhongguancun original es el actual Parque Haidian. Sin embargo, la zona y alrededores, permanecen igual.

## Zonas destacadas

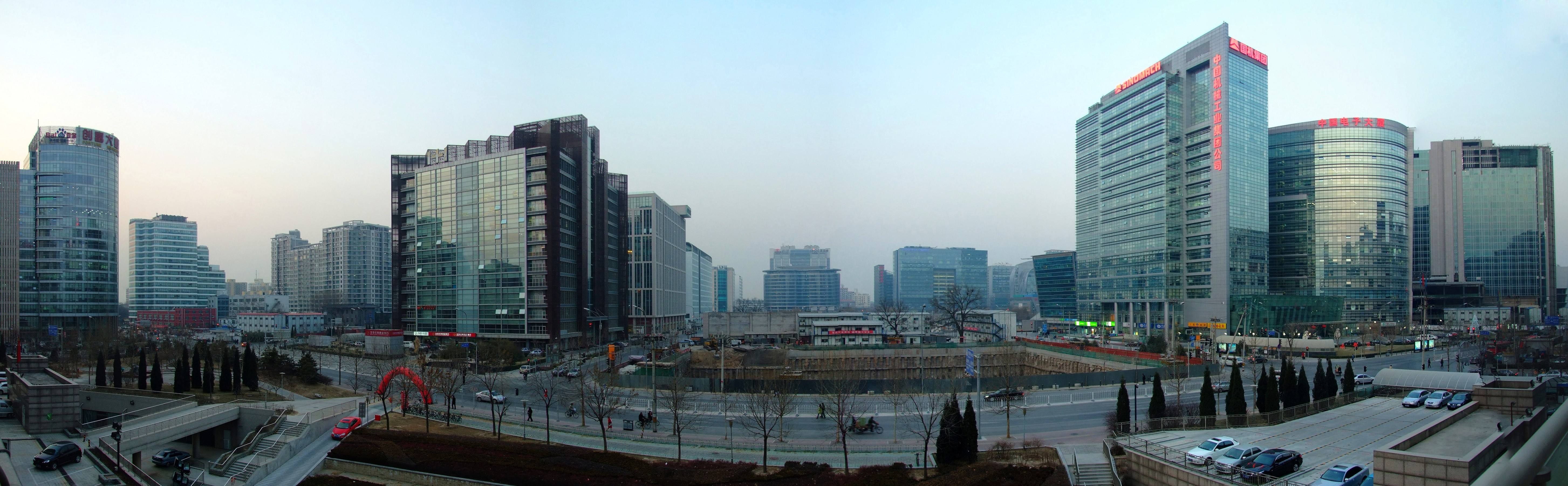
Vista panorámica de Zhongguancun

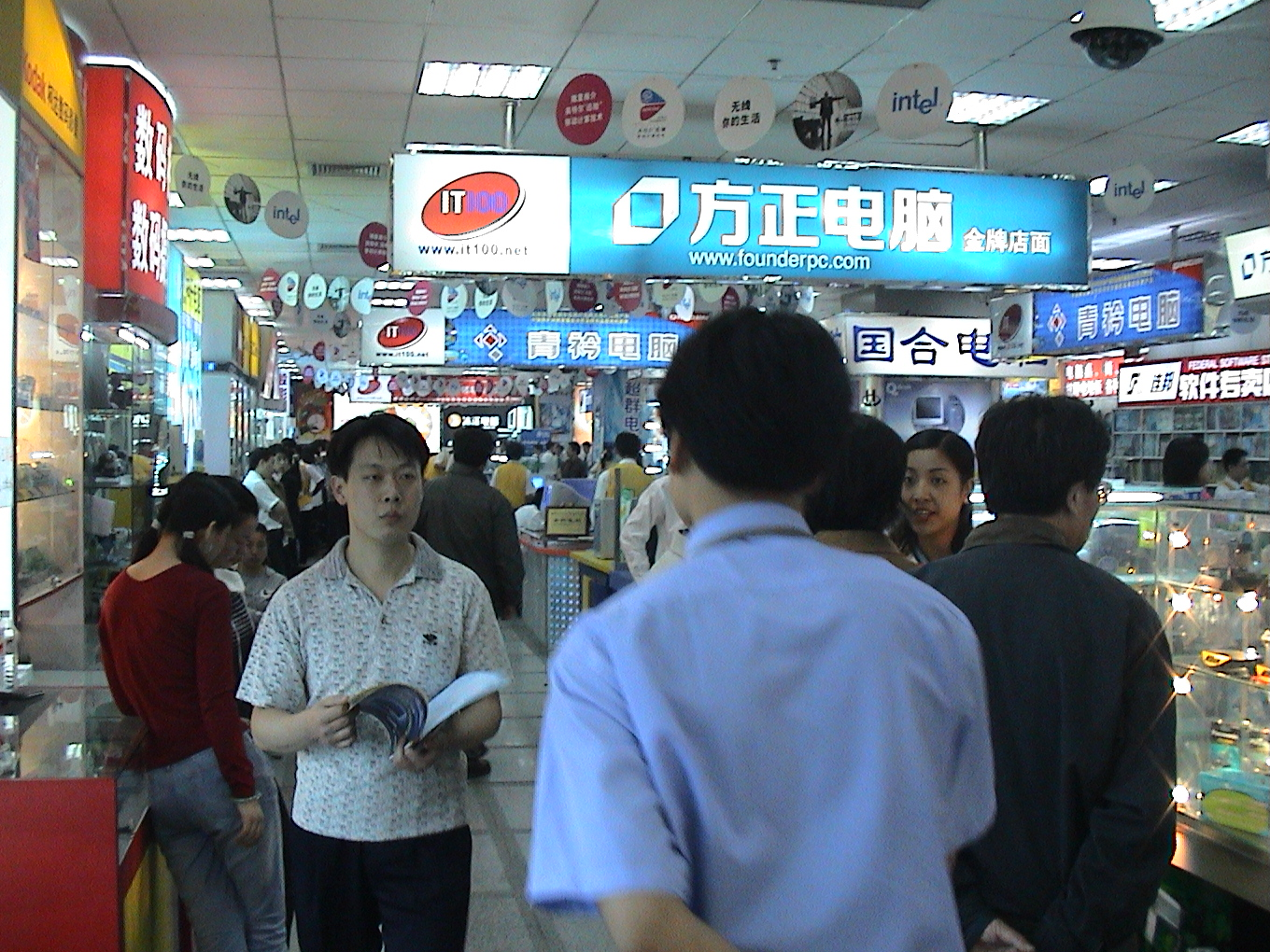
Dentro del mercado Hailong

Los mercados Hailong, Guigu,  Taipingyang, Dinghao y Kemao son los cinco principales mercados de tecnología y electrónica. Son bazares de la tecnología, famosos por sus "tiendas con una tienda", donde los precios se pueden negociar fácilmente, pero a regañadientes. Las tiendas de Zhongguancun tratan principalmente de hardware compatible PC. También están cerca el AppleCentre y el Apple Experience Centre.
Un lugar muy particular para visitar es la Iglesia Cristiana de Haidian, diseñada por los arquitectos Gerkan, Marg und Partner, de Hamburgo.

## Centros de educación e investigación
Debido a la proximidad y participación de las dos universidades más prestigiosas de China, la Universidad de Pekín y la Universidad Tsinghua, junto con la Academia China de las Ciencias, muchos analistas de todo el mundo son optimistas sobre el futuro de Zhongguancun.
Uno de los institutos más importantes de Zhongguancun es el Instituto Afiliado a la Universidad Renmin de China.

## Empresas
Las empresas más famosas que crecieron en Zhongguancun son Stone Group, Founder Group, y Lenovo. Las tres se fundaron en 1984 o 1985. Stone fue la primera empresa privada de tecnología exitosa. Founder es una empresa de tecnología que se escindió de la Universidad de Pekín. Lenovo  se escindió de la Academia China de las Ciencias con Liu Chuanzhi, héroe de Zhongguancun y actual presidente, que tomaría el mando. Lenovo compró la división de ordenadores de IBM por $ 1750 millones en 2005, convirtiéndose en el tercer fabricante de ordenadores del mundo. Founder y Lenovo mantienen fuertes conexiones con sus promotores académicos, que son importantes acccionistas.
Según el Anuario Estadístico de Pekín de 2004, hay más de 12000 empresas de alta tecnología en los siete parques de Zhongguancun, con 489 000 técnicos empleados.
Eastdawn Corporation tiene su sede en el edificio Sinosteel.
Muchas famosas multinacionales de tecnología tienen su sede china y centros de investigación en el Parque Tecnológico de Zhongguancun, como Google, Intel, AMD, Oracle Corporation, Motorola, Sony, y Ericsson. Microsoft construyó su sede de investigación china en el parque, que costó $280 millones y puede alojar 5000 empleados, que fue completada en abril de 2011. Microsoft Research Asia también está en el edificio.
El centro de desarrollo de Loongson, primer diseñador de microprocesadores de China, también está en Zhongguancun.
Además, se celebran muchas conferencias en la zona, incluida la conferencia anual ChinICT, que es el mayor evento de desarrollo y emprendedores de tecnología en China.

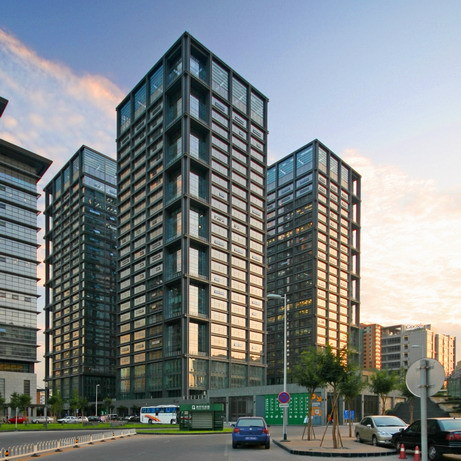
Cerca de Tuspark
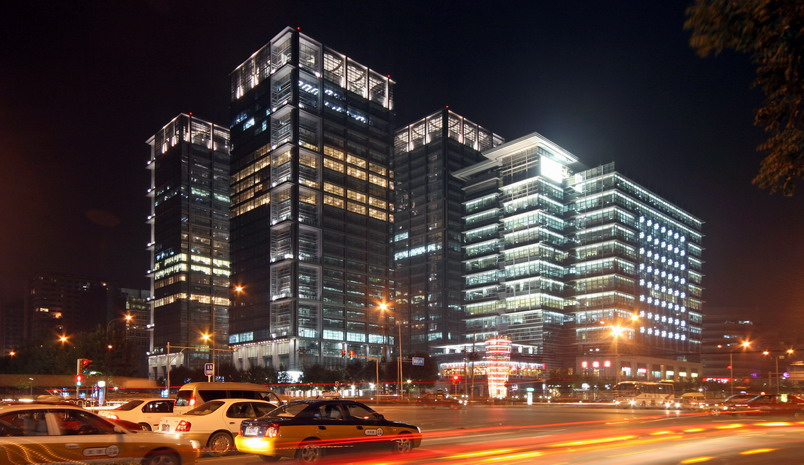
Oficinas de Microsoft, Sohu
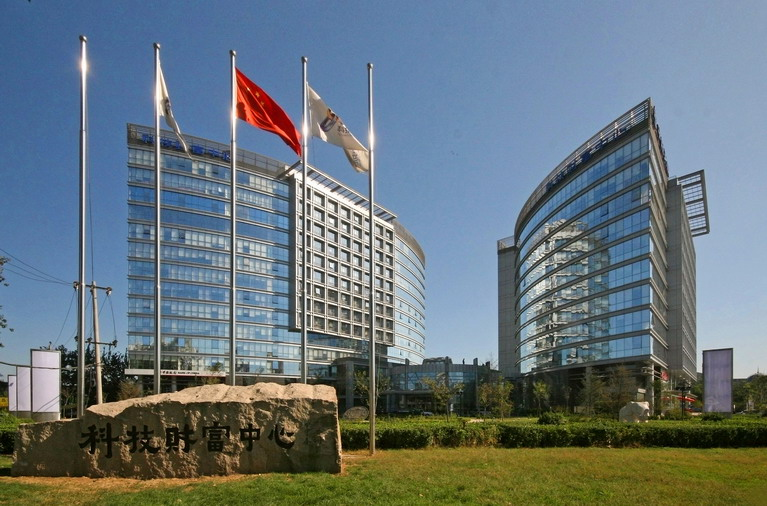